# Ajia Marina Ksiliatu
Ajia Marina Ksiliatu (gr. Αγία Μαρίνα Ξυλιάτου) – wieś w Republice Cypryjskiej, w dystrykcie Nikozja. W 2011 roku liczyła 568 mieszkańców.